# Šenov
Šenov (deutsch Schönhof; polnisch Szonów) ist eine Stadt in Tschechien. Sie liegt an der östlichen Stadtgrenze von Ostrava und gehört zum Okres Ostrava-město.

## Geographie
Šenov befindet sich in Mährisch-Schlesien in der Ostrauer Pfanne und gehört zur Metropolregion Ostrava. Die Stadt liegt am rechten Ufer der Lučina gegenüber der Einmündung der Venclůvka. Nachbarorte sind im Westen der Ostrauer Stadtteil Bartovice, im Norden Petřvald, im Osten Šumbark und Havířov sowie im Süden Skrbeň, Šimška und Horní Datyně.

## Geschichte
Der Ort wurde circa 1305 im Liber fundationis episcopatus Vratislaviensis (Zehntregister des Bistums Breslau) erstmals urkundlich als item in Sonow erwähnt. Das Dorf war noch in der früheren Phase der Gründung, deshalb das Territorium, von dessen die Höhe des Zehnts ausgerechnet war, unausdrücklich war.
Politisch gehörte das Dorf ursprünglich in der Zeit des polnischen Partikularismus zum Herzogtum Oppeln-Ratibor (Teschener Kastellanei). Das Herzogtum wurde 1281 nach dem Tod von Wladislaus I. von Oppeln geteilt. Ab 1290 gehörte das Dorf zum Herzogtum Teschen. Seit 1327 bestand die Lehensherrschaft des Königreichs Böhmen und seit 1526 gehörte es mit diesem zur Habsburgermonarchie.
Die Pfarrei Schonwald im Teschener Dekanat wurde im Peterspfennigregister des Jahres 1447 erwähnt.
Im Jahr 1679 stellte die bischöfliche Visitation von Breslau fest, dass die Mährische Sprache (concio Moravica, siehe auch Lachische Sprache) in der Pfarrei gesprochen wurde, dagegen im Jahr 1847 die Polnische Sprache.
Im 14. und 15. Jahrhundert war der Ort im Besitz der einheimischen Adelsfamilie Schaschkow von Schönhof. 1531 erwarben die Sedlnitzky von Choltitz Schönhof. Zu dieser Zeit entstand das kleine Renaissanceschloss. 1549 kaufte Jaroslav Skrbenský von Hříště die Grundherrschaft.
1764 wurde die Holzkirche St. Nikolaus abgetragen und an ihrer Stelle die barocke Kirche der Vorsehung des Herrn erbaut. 1829 erwarb Philipp Ludwig de Saint-Genois Schönhof und 1893 kaufte Heinrich Graf Larisch-Mönnisch den Besitz. Dieser kümmerte sich überhaupt nicht um das Schloss, das 1927 so verfallen war, dass es abgerissen wurde. Lediglich die Schlossbibliothek wurde nach Wien gebracht, das Mobiliar wurde entsorgt.
1893 entstand die Kapelle der evangelisch-augsburgischen Gemeinde und 1931 errichtete die böhmische Brüdergemeinde ihre Kirche.
1993 erhielt das Dorf das Recht zur Führung eines Gemeindewappens und seit dem 5. Oktober 1998 besitzt Šenov Stadtrechte. Bis zum 1. Januar 2007 war die Stadt Teil des Okres Ostrava-město.

## Stadtgliederung
Zu Šenov gehören die Ortslagen Skrbeň, Šimška und Volenství.